# Cosmogramma

Ideogramma alchemico che illustra l'interazione dei quattro elementi.

Un cosmogramma è una figura geometrica piana che raffigura una cosmologia (intesa come filosofia). Alcune di queste figure furono create a scopo meditativo. I cosmogrammi più famosi sono quelli Maṇḍala della cultura buddista, ad ogni modo simili diagrammi erano anche usati in occidente durante il medioevo.
La maggior parte dei cosmogrammi sono costituiti da un cerchio e un quadrato o un cerchio e una croce: il cerchio di solito rappresenta l'universo o l'unità, mentre il quadrato o la croce può rappresentare la Terra (le quattro direzioni). Il centro può rappresentare l'individuo.

## Astrologia
Cosmogramma è anche il nome usato in cosmobiologia per descrivere l'oroscopo specializzato.